# Thomas Chaloner, 2. Baron Gisborough
Thomas Weston Peel Long Chaloner, 2. Baron Gisborough (* 6. Mai 1889 in Sedgehill, Wiltshire; † 11. Februar 1951), war ein britischer Landbesitzer und Offizier.

## Leben und Tätigkeit
Chaloner war der zweite Sohn des Richard Godolphin Walmesley Chaloner, 1. Baron Gisborough, und seiner Frau Margaret Mary Ann Brocklesby Davis. Er wurde in Rottingdean, am Radley College, am Eton College und am Trinity College in Cambridge erzogen und ausgebildet.
Von 1914 bis 1916 nahm Chaloner am Ersten Weltkrieg teil: Als Offizier des Yorkshire Regiments im Rang eines Captains wurde er dem Royal Flying Corps zugeteilt, für das er in Ägypten, England und Frankreich Einsätze flog. Während eines Bombardierungseinsatzes in St. Quentin am 1. Juli 1916, dem ersten Tag der Schlacht an der Somme, wurde er abgeschossen und anschließend für zwei Jahre in deutscher Kriegsgefangenschaft im Kriegsgefangenenlager in der Feste Rosenberg in Rosenberg bei Kronach festgehalten. Im Mai 1918 gelang es ihm zu fliehen und sich in die neutralen Niederlande abzusetzen, wo er für den Rest des Krieges interniert wurde, bevor er im Januar 1919 in die Heimat entlassen wurde.
Ab 1920 setzte Chaloner seine Militärkarriere bei der britischen Armee fort, in der er den Majorsrang erreichte.
Da Chaloners älterer Bruder im Ersten Weltkrieg bei einem Unfall umgekommen war, erbte er beim Tod seines Vaters am 23. Januar 1938 dessen Adelstitel einschließlich des damit verbundenen Sitzes im House of Lords.
Im August 1939 kehrte Chaloner zur Royal Air Force zurück, in der er zunächst Verwaltungsaufgaben und ab Februar 1940 nachrichtendienstliche Aufgaben übernahm. Im Mai 1940 wurde er der 41. Squadron der Air Force als Nachrichtenoffizier (intelligence officer) zugeteilt. Diese war zunächst in Hornchurch und später in Tangmere stationiert. In seiner Stellung bei der 41. Squadron verblieb er bis zum Juni 1945. Er rückte mit dieser Einheit im Dezember 1944 auf den europäischen Kontinent und im April 1945 in Deutschland ein.
Aufgrund seiner Stellung im Geheimdienst geriet Chaloner spätestens 1940 ins Visier der nationalsozialistischen Polizeiorgane, die ihn als wichtige Zielperson einstuften: Im Frühjahr 1940 setzte ihn das Reichssicherheitshauptamt in Berlin auf die Sonderfahndungsliste G.B., ein Verzeichnis von Personen, die im Falle einer erfolgreichen deutschen Invasion Großbritanniens durch die Sonderkommandos der SS-Einsatzgruppen mit besonderer Priorität ausfindig gemacht und verhaftet werden sollten.

## Familie
1923 heiratete Esther Isabella Madeleine Hall. Aus der Ehe gingen ein Sohn und eine Tochter hervor. Der Sohn Richard folgte ihm als 3. Baron Gisborough nach.